# 니치부촌
니치부촌(荷路夫村은 후쿠시마현 이와키군에 설치되었던 촌이다. 1941년 4월 1일 니치부촌 및 다비토촌, 가이도마리촌, 이시즈미촌 등 4개 촌이 합병하여 다비토촌이 신설되고 폐지되었다.